# Lashblood
Lashblood ist eine 2007 als Lash gegründete Black-Metal-Band.

## Geschichte
Lashblood wurden etwa 2007 von Silencer und RainDog, der bei Deathmoor als Suicide spielt, gegründet. Silencer probte zuerst als unbenanntes Einmannprojekt, nachdem mehrere Versuche, in Bands zu spielen, gescheitert waren. Im Austausch mit RainDog stellte er gemeinsame kreative Ideen fest, woraufhin das Projekt Lash entstand. Um die Ideen des Duos zu verwirklichen, wurde die Bandbesetzung mit Musikern von SS-18 und Deathmoore bis zum Jahr 2009 komplettiert. Im folgenden Jahr nahm die Gruppe ein erstes selbstbetiteltes Demo auf. Dem Demo folgte die auf 99 Exemplare reduzierte Split-MC Nausea of Inner City mit Deathmoore. Nach der Veröffentlichung der Split-MC variierten die Musiker die Besetzung. In der Konsequenz der neuen Bandkonstellation und der zunehmenden Distanzierung vom vorher gespielten Stil benannte sich die Gruppe in Lashblood um. Das Debütalbum Philosophy of Self-Flagellation: Being and Nothing entstand indes auf Basis bereits in vorausgegangenen Jahren geschriebenen Materials.
Das über Daemon Worship Productions und Stavropol Nekrodivizion Productions erschienene Philosophy of Self-Flagellation: Being and Nothing enthielt Neuaufnahmen der drei auf Nausea of Inner City präsentierten Stücke sowie zwei bis dahin unveröffentlichte Lieder. Die nachfolgenden Veröffentlichungen erschienen stets in Kooperation mit Stavropol Nekrodivizion Productions. Svart Samler beschreibt das Label als regionales Black-Metal-Konglomerat, als deren zentrale Figuren Sadist und er fungierten. Gemein sei jenseits diverser personeller Überschneidungen der beteiligten Gruppen, die sich auch in der Konstellation von Lashblood bemerkbar mache, die individuell unterschiedliche satanische Ideologie aller Musiker.
Auf Philosophy of Self-Flagellation: Being and Nothing folgte 2015 die Veröffentlichung der EP Plasticine People. Die EP, die neben drei neuen eigenen Stücken Coverversionen von Darkthrones Lifeless und Voivods Mercury enthielt, wurde von Kritikern positiv aufgenommen. Insbesondere die Nutzung eines Saxophons im Black-Metal-Kontext wurde lobend erwähnt. Das zweite Studioalbum Unbeing erschien in Kooperation mit Aesthetic Death Records, jenem Label, das mit Goatpsalm ein weiteres Projekt des Gitarristen Sadist verlegt. Unbeing erlangte internationale Beachtung und wurde mittelmäßig bis positiv bewertet.

## Stil
Die Musik von Lashblood wird als avantgardistischer Black Metal bezeichnet. Als Einflüsse auf den Stil der Band werden von der Gruppe und dem Label Korova, Ved Buens Ende und Dødheimsgard angeführt. In Rezensionen werden Vergleiche mit Dødheimsgard und Arcturus bemüht. Die Atmosphäre der Musik sei „kalt, dunkel und unheimlich“, geprägt von harscher Gewalt und verweise auf eine „Welt, in welcher niemand existieren wollen würde.“ Svart Samler, der sich auch nach seinem Ausstieg aus der Gruppe noch für einen Großteil der Songtexte verantwortlich zeigt, betont einen existentialistischen Tenor, der in der Musik und den Texten zum Ausdruck kommen solle. Entsprechend verweise ein Teil der Texte auf existentialistische Literatur und sei von dieser inspiriert.
Laut Shrivatsan R. vom Webmagazine Transcending Obscurity ist „kalter Old-School-Black-Metal“ die Basis der Musik, dieser würde allerdings mit Ideen des Progressive Metal und des Jazz kombiniert. Als besonders markantes und untypisches Element der Musik wird die Nutzung eines Saxophons angeführt. Dies käme besonders in ruhigen, den ansonsten harschen Black Metal pessimistisch kontrastierenden „Noir“-Passagen zur Geltung. Hinzukommend würde die düstere Atmosphäre durch Disharmonien und Störgeräusche unterstützt werden. Der Gesang wird Genretypisch guttural präsentiert und variiert zwischen Growling und Screaming. Das Gitarrenspiel nutzt vornehmlich repetitives Riffing. Rhythmus und Tempo der Musik gelten hingegen als abwechslungsreich.

## Diskografie
- 2010: Lash (Demo, Selbstverlag)
- 2011: Nausea of Inner City (Split-MC mit Deathmoor, Wolfram Productions)
- 2012: Philosophy of Self-Flagellation: Being and Nothing (Album, Stavropol Nekrodivizion Productions; Daemon Worship Productions)
- 2015: Plasticine People (EP, Stavropol Nekrodivizion Productions; Sigillvm Tenebrae Records)
- 2017: Unbeing (Album, Aesthetic Death Records; Stavropol Nekrodivizion Productions)